# تيم ليفيت
تيم ليفيت هو سياسي أمريكي، ولد في 1971 في ياكيما في الولايات المتحدة.